# Murailles de Montelaterone
Les murailles de Montelaterone (en italien : Mura di Montelaterone) constituent le système défensif du village de Montelaterone, dans la municipalité d'Arcidosso (province de Grosseto), en Toscane.

## Historique
Un premier mur a été construit pour protéger le village, déjà érigé au XIe siècle pour défendre le château primitif.
Cependant, le centre habité a continué à s'étendre au fil du temps en dehors de la première enceinte, à tel point qu'il a nécessité plus tard la construction d'une nouvelle enceinte plus externe. La construction des nouveaux murs a été réalisée au XIIIe siècle malgré les différends qui existaient entre les Aldobrandeschi et la république de Sienne pour le contrôle de Montelaterone, qui, à la fin du XIIIe siècle, passa sous le contrôle de Sienne.
Ce sont les Siennois qui construisirent le donjon en position dominante, le Cassero Senese, intégré au système défensif préexistant.
Au cours des siècles suivants, la fin des conflits pour le contrôle du centre n'a pas fait sentir le besoin de renforcer davantage les structures défensives, à tel point qu'au fil du temps, la double enceinte a perdu les fonctions d'origine pour lesquelles elle était utilisée, étant partiellement incorporée dans le tissu urbain du centre-ville.

## Description
Les murailles se présentent sous la forme d'une double enceinte, dont la plupart ont perdu son aspect d'origine, bien que le premier mur d'enceinte soit reconnaissable, en grande partie adossé ou intégré aux bâtiments et immeubles d'habitation du centre historique.
Cependant, les sections des murs qui ont été conservées ont l'aspect médiéval d'origine en blocs de pierre, y compris les deux portes qui permettaient à l'origine d'accéder au village, dont la Porta di Mezzo. Le système défensif a été complété par le Cassero Senese, dont les ruines sont conservées dans la partie la plus haute et la plus dominante du centre.

## Galerie

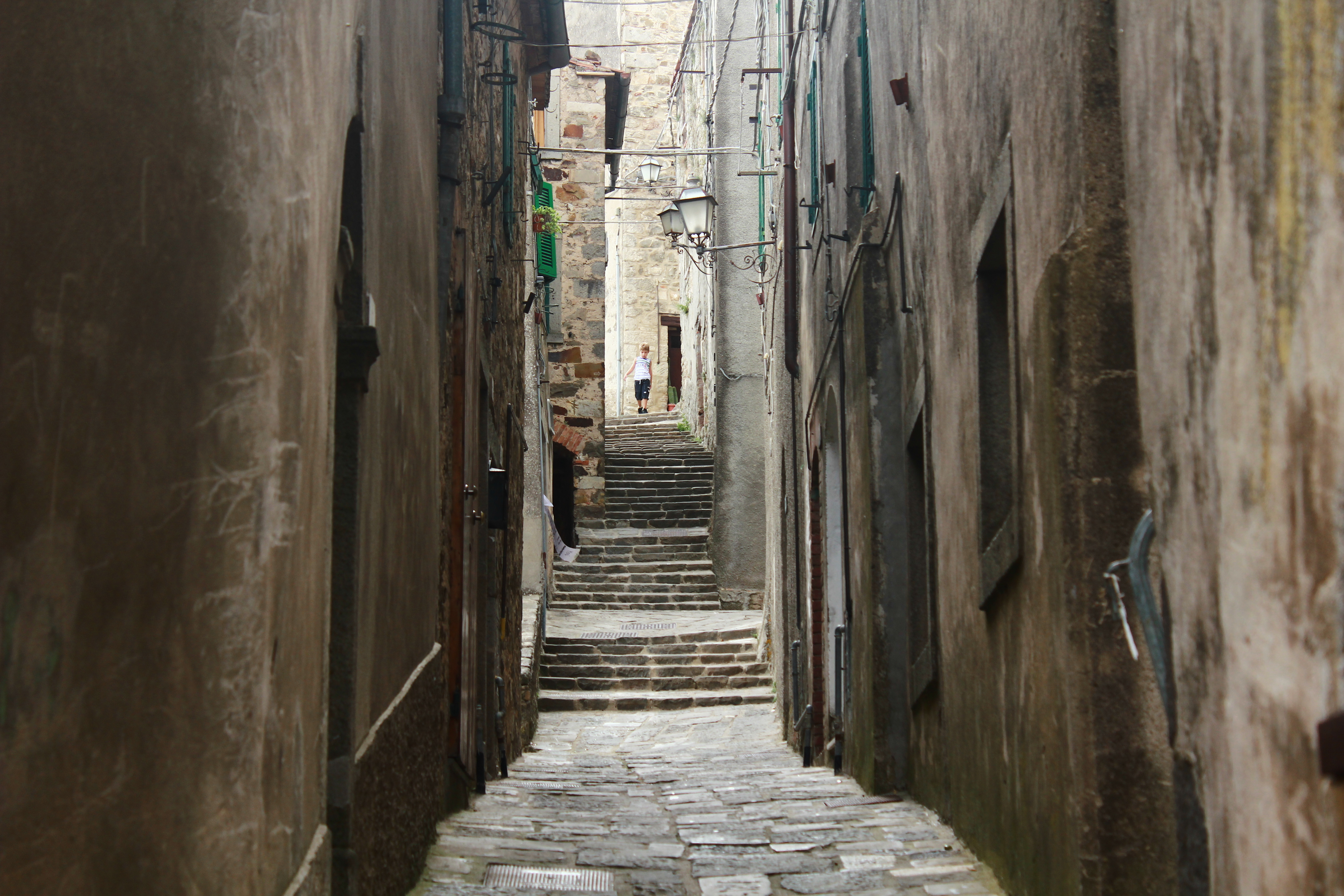
Rue dans le centre historique.
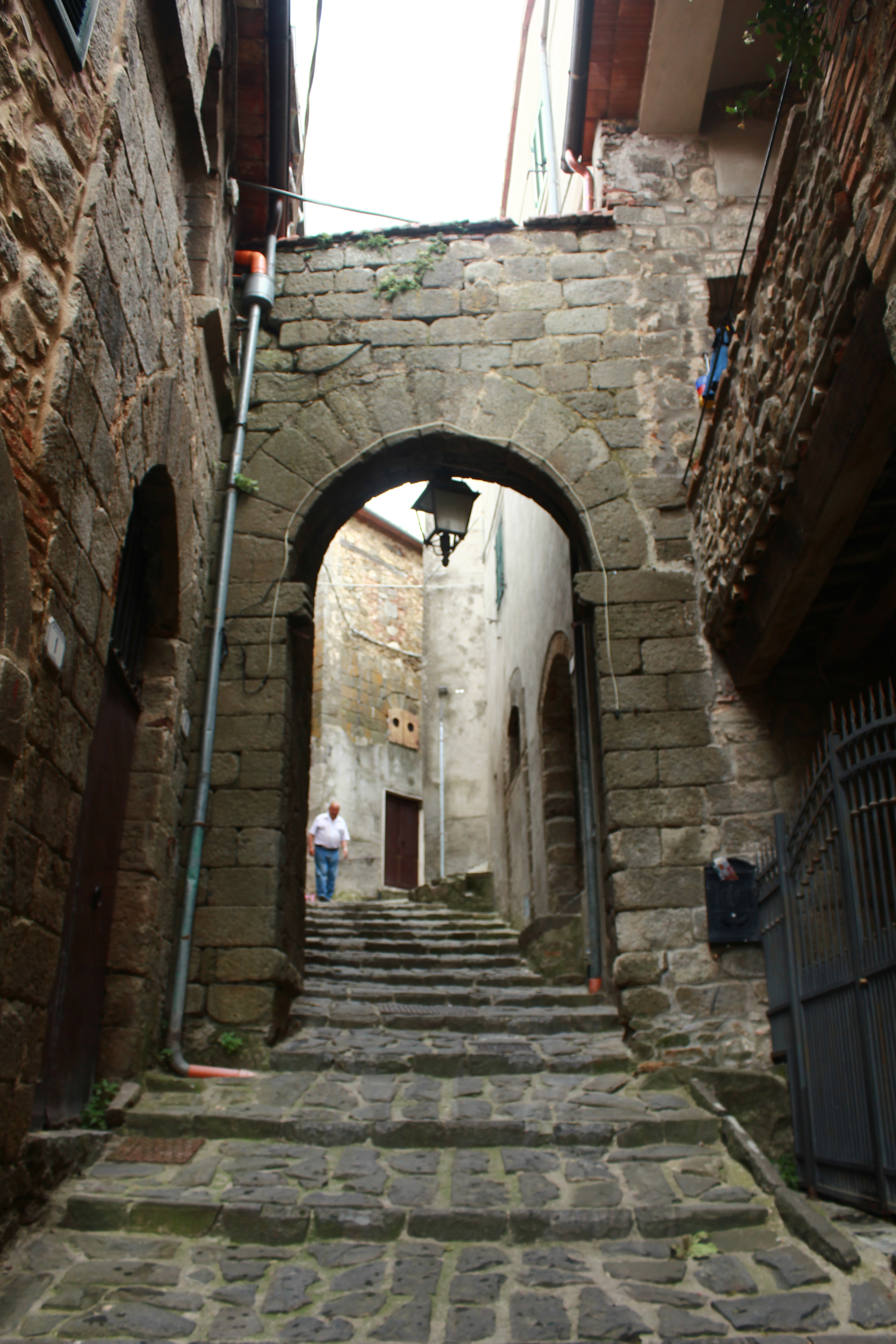
Porta Borgo.
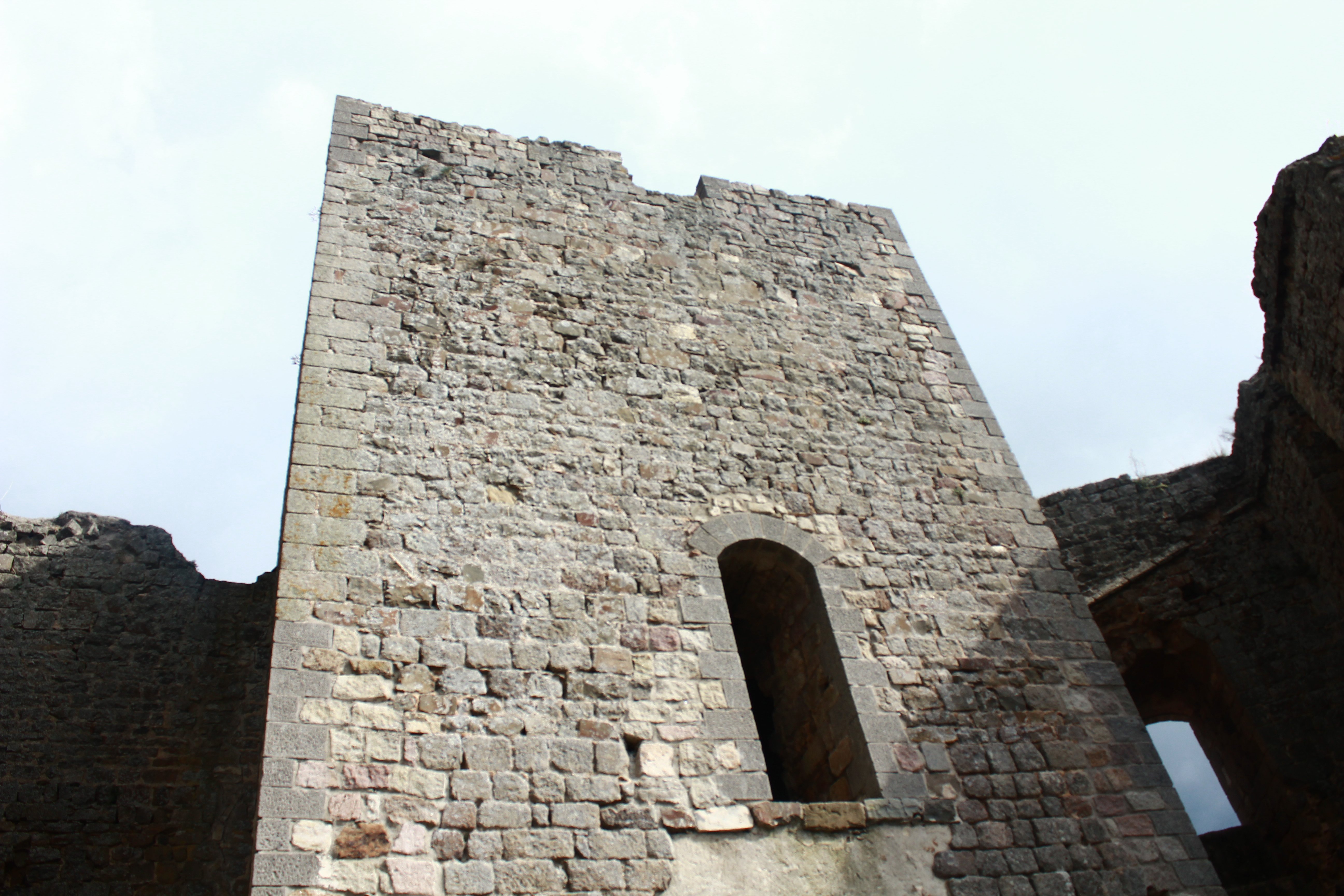
Cassero Senese.
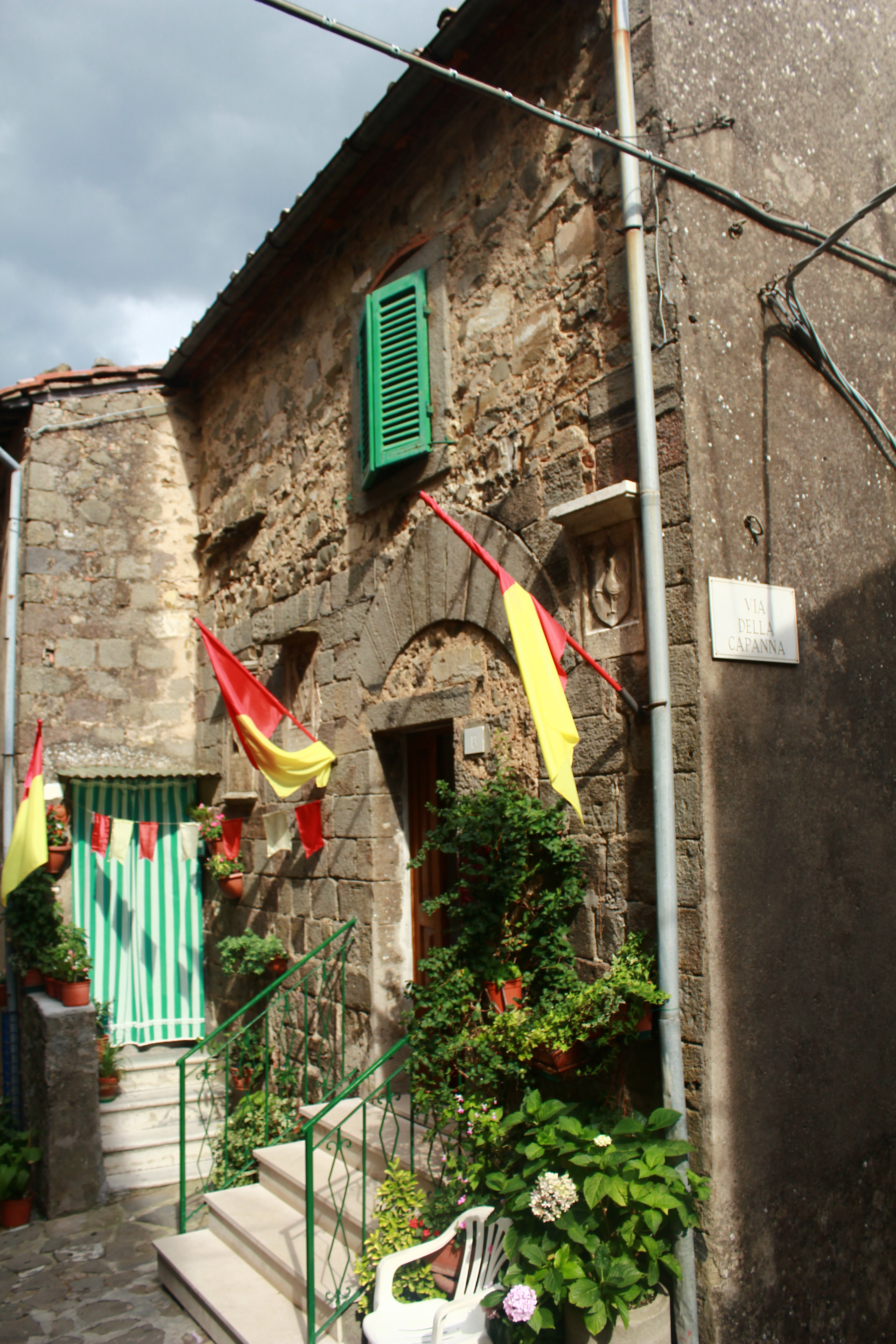
Palazzio Pretorio.